# Phyllodromica kiritshenkoi
Phyllodromica kiritshenkoi är en kackerlacksart som beskrevs av Bei-Bienko 1948. Phyllodromica kiritshenkoi ingår i släktet Phyllodromica och familjen småkackerlackor. Inga underarter finns listade i Catalogue of Life.